# 被出賣的台灣
《被出賣的台灣》（英語：Formosa Betrayed），由二二八事件當時任職於美國駐台北領事館副領事的葛超智（George Kerr）所著作。敘述年代自1941年日本發動太平洋戰爭，至1965年出書前夕。以1945年台灣戰後時期至二二八事件的發生前後為全書描述的重點。書中直接描述國民政府在台灣的種種貪腐暴政、台灣人民遭受的苦難，以及二二八事件中台灣人民遭國府軍隊屠殺的情況。這本書早年在海外的影響既深且廣，在1970年代許多台灣留學生在海外讀過後，內心受到極大衝擊，許多人因此紛紛投入台灣獨立運動。

## 出版
《被出賣的台灣》英文版於1965年出版。前衛出版社社長林文欽表示，此書出版時，國民黨非常緊張，並出動人員到美國將此書全部收走，甚至向美國出版社施壓，不准再出版。

## 漢譯本
《被出賣的台灣》於1973年12月由陳榮成等譯成中文在海外流傳。
漢譯本最早是日本「玉山學舍」出版。而臺灣最早的漢譯本是深耕（伸根）雜誌特刊本（底本應是日本漢譯本），後來才由該雜誌印成書本銷售。深耕本是無授權盜印本，後來才由前衛取得授權印行，刷了好幾刷。
2014年，台灣教授協會認為隨著時代演進，對當時的歷史有更加全面的認識，並認為先前的版本中有部分誤譯，便由詹麗茹和柯翠園重譯校注本，由台灣教授協會發行。

## 文內注釋
1. 1 2  吳家翔. . 蘋果日報. 2014-02-27. （原始内容存档于2015-01-09）.
2. ↑  小檔案︰被出賣的台灣 （页面存档备份，存于），記者曾韋禎，自由時報，2014-09-27
3. ↑  公民，從閱讀中覺醒　《被出賣的台灣》徵文 （页面存档备份，存于），記者林冠妙／台北報導，民報，2014-10-10
4. ↑  「被出賣的台灣」重譯出版 - 焦點 - 自由時報電子報 （页面存档备份，存于） 之前的中文版是陳榮成在一九七四年找了幾位留學生幫忙翻譯，是葛超智以其個人經驗及中文資料寫成英文，再翻成中文
5. ↑  YouTube上的《Formosa Betrayed被出賣的台灣》重譯校註本 新書發表會播放列表
6. ↑  . 博客來.
7. ↑  . ETtoday.   [2016-06-09]. （原始内容存档于2016-08-07）.

## 外部連結
- 【被出賣的台灣】中文版，陳榮成譯，台灣前衛出版社出版
- 【被出賣的台灣】英文全文PDF檔（页面存档备份，存于）
- 【被出賣的台灣】英文全文HTML檔（页面存档备份，存于）